# Parametrix
Eine Parametrix ist ein Objekt aus dem mathematischen Teilgebiet der Theorie der partiellen Differentialgleichungen. Es findet insbesondere Verwendung in der Theorie der partiellen Differentialgleichungen und ist eine Verallgemeinerung der Fundamentallösung eines Differentialoperators mit konstanten Koeffizienten.

## Definition
Eine Fundamentallösung eines Differentialoperators {\displaystyle P(D)} mit konstanten Koeffizienten ist eine Distribution {\displaystyle u}, so dass
{\displaystyle P(D)u=\delta }
im (distributionellen Sinn) gilt. Das Symbol {\displaystyle \delta } bezeichnet hier die Deltadistribution.
Eine Parametrix des Differentialoperators {\displaystyle P(D)} mit konstanten Koeffizienten ist eine Distribution {\displaystyle u\in {\mathcal {D}}(\mathbb {R} ^{n})}, so dass
{\displaystyle P(D)u=\delta +\omega }
gilt, wobei {\displaystyle \omega \in C^{\infty }(\mathbb {R} ^{n})} eine glatte Funktion ist.
Insbesondere ist die Fundamentallösung ein Spezialfall der Parametrix. Die Parametrix ist ein nützliches Konzept für die Untersuchung von elliptischen Differentialoperatoren.

## Pseudodifferentialoperatoren
In der Theorie der (hypo)elliptischen Pseudodifferentialoperatoren wird der Begriff der Parametrix etwas anders verwendet.
Sei also {\displaystyle P} ein eigentlich getragener Pseudodifferentialoperator der Ordnung {\displaystyle k}. Dann heißt ein Pseudodifferentialoperator {\displaystyle Q} der Ordnung {\displaystyle -k} Parametrix zu {\displaystyle P}, falls
{\displaystyle P\circ Q=I+R_{1}\quad {\text{und}}\ \quad Q\circ P=I+R_{2}}
gilt. Dabei ist {\displaystyle I} der identische Operator und {\displaystyle R_{1}} und {\displaystyle R_{2}} sind glättende Pseudodifferentialoperatoren, das heißt, sie haben die Ordnung {\displaystyle -\infty }.